# The Lincoln and Welland Regiment
The Lincoln and Welland Regiment est un régiment d'infanterie de la Première réserve de l'Armée canadienne composé d'un bataillon. Il fait partie du 32e Groupe-brigade du Canada au sein de la 4e Division du Canada. Son quartier général est situé à Saint Catharines et il comprend aussi des détachements à Welland en Ontario.
Le régiment tire ses origines Rangers de Butler créés en 1777 et de régiments de la Milice de Lincoln ayant servi lors de la guerre de 1812. Le régiment actuel est né de la fusion de deux régiments en 1936 : The Lincoln Regiment et The Lincoln and Welland Regiment. Le premier avait été officiellement fondé avec la création du 19e Bataillon d'infanterie de la Milice volontaire du Canada en 1863 et le second lors de la création du 44e Bataillon d'infanterie "Welland" en 1866.
En plus de l'histoire de ces deux régiments, The Lincoln and Welland Regiment perpétue l'héritage de trois bataillons du Corps expéditionnaire canadien de l'histoire militaire du Canada pendant la Première Guerre mondiale, le 81e, 98e et 176e, de cinq régiments de la Milice de Lincoln datant de 1812, les 1er, 2e, 3e, 4e et 5e, ainsi que du Bataillon de la Milice incorporée du Haut-Canada et du Coloured Corps (Captain Runchey's Company of Coloured Men). En tout, ce sont 30 Honneurs de bataille que The Lincoln and Welland Regiment a reçus au cours de son histoire.

## Rôle et organisation

Insigne distinctif de la 4e Division du Canada

The Lincoln and Welland Regiment fait partie du 32e Groupe-brigade du Canada, un groupe-brigade de la Première réserve de l'Armée canadienne qui fait partie de la 4e Division du Canada. Le régiment est composé d'un bataillon. Son quartier général est situé à Saint Catharines en Ontario et il comprend des détachements à Saint Catharines et à Welland en Ontario. Tout comme c'est le cas pour les autres unités de la Première réserve de l'Armée canadienne, le rôle du Lincoln and Welland Regiment est de former des soldats afin de servir de renfort lors des opérations des Forces armées canadiennes ainsi que d'être prêts pour le service actif pour appuyer les autorités civiles lors de catastrophes naturelles dans la région locale. Bien entendu, en tant qu'unité d'infanterie légère, le rôle des soldats du régiment dans un théâtre militaire, selon la doctrine de l'Armée canadienne, est de se déplacer rapidement à pied afin de se rapprocher de l'ennemi dans le but de l'anéantir.

## Histoire

### Origines et création
Le régiment tire ses origines du régiment des Rangers de Butler, créé le 15 septembre 1777 à la demande du lieutenant-colonel John Butler, un officier de la milice colonial de New York et du ministère britannique des Indiens auprès du gouverneur du Canada, Sir Guy Carleton, dans le but de défendre la frontière. Le quartier général de cette unité était situé à Niagara Falls en Ontario. L'unité servit aux frontières des États de New York, de la Pennsylvanie, du New Jersey, de la Virginie-Occidentale, de l'Ohio et du Kentucky avant d'être réduite à un effectif nul le 24 juin 1784. En 1794, le colonel Butler et plusieurs anciens des Rangers de Butler formèrent la milice de Lincoln dans la région de Niagara en Ontario.
Lors de la guerre anglo-américaine de 1812, la milice de Lincoln mobilisa cinq régiments qui combattirent tous dans la région entre Niagara et Détroit. Ils participèrent notamment à la bataille de Queenston Heights le 3 octobre 1812. Lors de la rébellion des Patriotes en 1837, des unités de la milice de Lincoln furent mobilisées pour réprimer les soulèvements dans la péninsule du Niagara et à Toronto. En 1866, des éléments de la Milice de Lincoln sont mobilisés dans la foulée des raids féniens. Le 19e Bataillon d'infanterie de la Milice volontaire du Canada fut également mobilisé pour les raids féniens du 1er au 22 juin 1866 et du 24 mai au 3 juin 1870 pour servir le long de la frontière à Niagara.

### Première Guerre mondiale
Le 6 août 1914, dans la foulée de la Première Guerre mondiale, le 19th "Lincoln" Regiment et le 44th Lincoln and Welland Regiment furent mobilisés pour le service actif afin de fournir de la protection locale dans la région du canal de Welland.

### Fusion
Le 15 décembre 1936, The Lincoln Regiment et The Lincoln and Welland Regiment fusionnèrent pour former The Lincoln and Welland Regiment.

### Seconde Guerre mondiale
Le 1er septembre 1939, The Lincoln and Welland Regiment mobilisa des détachements pour servir au sein de la Force du service actif canadienne en formant The Lincoln and Welland Regiment, CASF (Details). Le 15 août 1940, ces détachements formèrent un bataillon sous le nom de The Lincoln and Welland Regiment, CASF. Ce bataillon fut renommé en « 1er Bataillon, The Lincoln and Welland Regiment, CASF » tandis que le bataillon de réserve devint le 2e Bataillon. Le bataillon en service actif servit en Colombie-Britannique au sein de la 13e Brigade d'infanterie canadienne, puis, à Terre-Neuve dans un rôle de défense territoriale. Le 16 juillet 1943, il s'embarqua pour la Grande-Bretagne. Le 25 juillet suivant, il débarqua en France en tant que composante de la 10e Brigade d'infanterie canadienne au sein de la 4e Division blindée canadienne. Il combattit dans le Nord-Ouest de l'Europe jusqu'à la fin du conflit et fut officiellement dissout le 15 février 1946. Alors, le bataillon de réserve au Canada abandonna la mention de 2e Bataillon.

## Honneurs de bataille

Drapeau consacré du Lincoln and Welland Regiment affichant 14 des 30 Honneurs de bataille du régiment

Les honneurs de bataille sont le droit donné par la Couronne au régiment d'apposer sur ses couleurs les noms des batailles ou des conflits dans lesquels il s'est illustré.
| Guerre de 1812                    | Guerre de 1812      |
| --------------------------------- | ------------------- |
| Défense du Canada - 1812-1815     | Détroit             |
| Queenston                         | Niagara             |
| Première Guerre mondiale          |                     |
| Ypres, 1915, '17                  | Festubert, 1915     |
| Somme, 1916                       | Arras, 1917, '18    |
| Côte 70                           | Amiens              |
| Ligne Hindenburg                  | Poursuite vers Mons |
| Seconde Guerre mondiale           |                     |
| Falaise                           | Route de Falaise    |
| La Laison                         | Chambois            |
| La Seine, 1944                    | Moerbrugge          |
| L'Escaut                          | Poche de Breskens   |
| La Basse-Meuse                    | Kapelsche Veer      |
| La Hochwald                       | Veen                |
| Canal Twente                      | Friesoythe          |
| Küsten Canal                      | Bad Zwischenahn     |
| Nord-Ouest de l'Europe, 1944-1945 |                     |
| Guerre d'Afghanistan              |                     |
| Afghanistan                       |                     |

## Lignée
Le régiment actuel est né de la fusion de deux régiments en 1936. Ces deux régiments tirent leurs origines de deux bataillons d'infanterie de la Milice volontaire créés en 1863 et en 1866.
| Avant la fusion                                                             | Avant la fusion                                                   |
| --------------------------------------------------------------------------- | ----------------------------------------------------------------- |
| The 19th Battalion Volunteer Militia (Infantry), Canada (18 mars 1863)      |                                                                   |
| 19th "Lincoln Battalion of Infantry" (28 septembre 1866)                    | 44th "Welland" Battalion of Infantry (16 novembre 1866)           |
| 19th St. Catharines Battalion of Infantry (1er octobre 1897)                | 44th Lincoln and Welland Battalion of Infantry (1er octobre 1897) |
| 19th St. Catharines Regiment (8 mai 1900)                                   | 44th Lincoln and Welland Regiment (8 mai 1900)                    |
| 19th "Lincoln" Regiment (2 novembre 1912)                                   | 44th Lincoln and Welland Regiment (8 mai 1900)                    |
| The Lincoln Regiment (1er mai 1920)                                         | The Lincoln and Welland Regiment (1er mai 1920)                   |
| Après la fusion                                                             |                                                                   |
| The Lincoln and Welland Regiment (15 décembre 1936)                         |                                                                   |
| 2nd (Reserve) Battalion, The Lincoln and Welland Regiment (7 novembre 1940) |                                                                   |
| The Lincoln and Welland Regiment (15 février 1946)                          |                                                                   |

## Perpétuations
En plus de sa propre histoire et de celle des régiments fusionnés pour le créer, le régiment perpétue l'héritage de dix autres unités :
- Battalion of Incorporated Militia of Upper Canada
- The Coloured Corps (Captain Runchey's Company of Coloured Men)
- 1er Régiment, Lincoln Militia (1812-1915)
- 2e Régiment, Lincoln Militia (1812-1815)
- 3e Régiment, Lincoln Militia (1812-1815)
- 4e Régiment, Lincoln Militia (1812-1815)
- 5e Régiment, Lincoln Militia (1812-1815)
- 81e Bataillon "outre-mer", CEC
- 98e Bataillon "outre-mer", CEC
- 176e Bataillon "outre-mer", CEC

## Traditions et patrimoine

Drapeau de camp du Lincoln and Welland Regiment

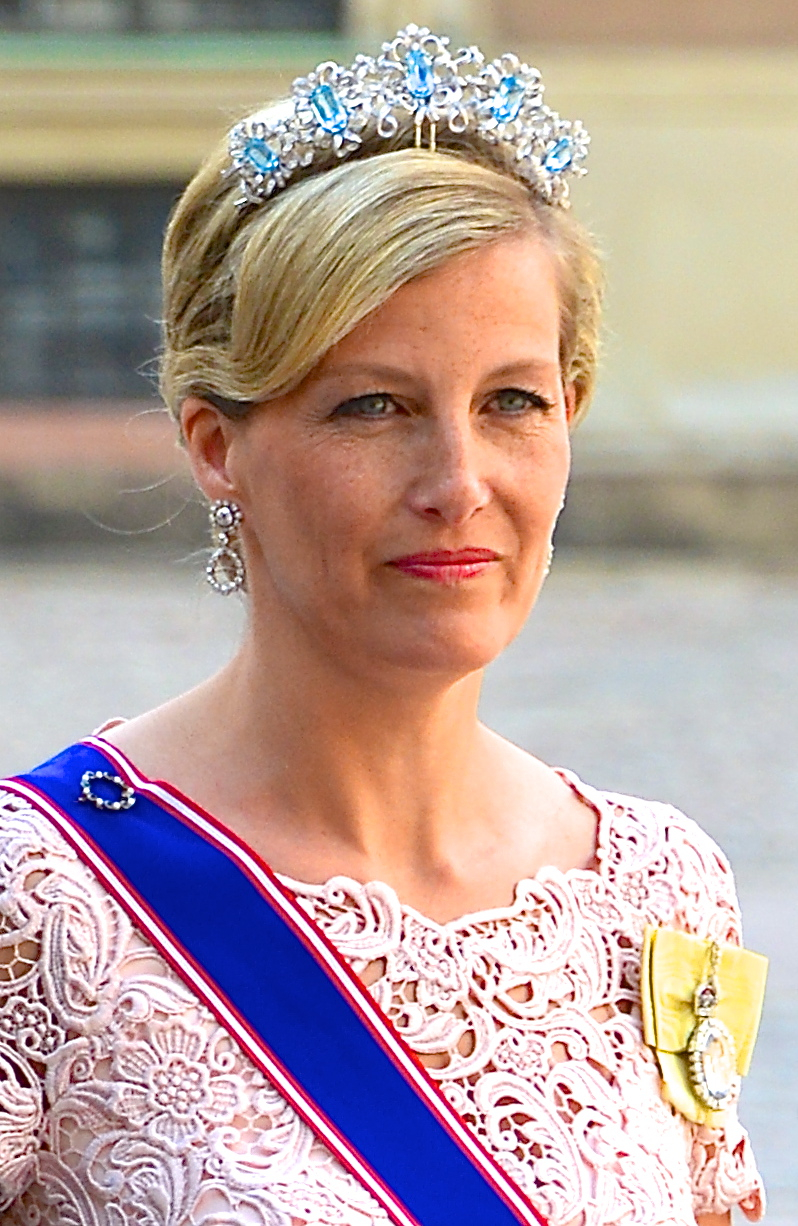
Sophie Rhys-Jones, comtesse de Wessex et colonel en chef du Lincoln and Welland Regiment

Les traditions et les symboles du Lincoln and Welland Regiment sont les éléments essentiels à l'identité régimentaire. Le symbole le plus important est l'insigne du régiment qui est composé d'une coquille d'argent sur fond de gueules entourée d'un anneau d'azur liséré d'or portant l'inscription « Lincoln & Welland » en lettres majuscules d'or sommé de la couronne royale au naturel et soutenu d'un listel de gueules liséré d'or portant l'inscription « Non Nobis Sed Patriae », qui est la devise du régiment signifiant « Pas pour nous mais pour notre patrie » en latin, en lettres majuscules d'or. La coquille est un symbole repris au comté de Welland. Un autre élément important de l'identité d'un régiment sont les marches régimentaires. La marche du Lincoln and Welland Regiment est The Lincolnshire Poacher.
Outre sa structure opérationnelle, le régiment possède une gouvernance cérémonielle. La position la plus importante de cette gouvernance est celle de colonel en chef. Historiquement, le colonel en chef d'un régiment était son mécène, souvent royal. Le colonel en chef du Lincoln and Welland Regiment est Son Altesse Royale Sophie, comtesse de Wessex. Le régiment est jumelé avec deux régiments de l'Armée britannique, The Royal Anglian Regiment (en) et The Rifles, ainsi qu'un régiment de l'Armée australienne, The Royal Queensland Regiment (en).